# یواس‌اس کنمور (ای‌کی-۲۲۱)
یواس‌اس کنمور (ای‌کی-۲۲۱) (به انگلیسی: USS Kenmore (AK-221)) یک کشتی بود که طول آن ۴۴۱ فوت ۶ اینچ (۱۳۴٫۵۷ متر) بود. این کشتی در سال ۱۹۴۳ ساخته شد.